# (33527) 1999 GJ55
1999 GJ55 (asteroide 33527) é um asteroide da cintura principal. Possui uma excentricidade de 0.17750570 e uma inclinação de 7.12565º.
Este asteroide foi descoberto no dia 7 de abril de 1999 por Spacewatch em Kitt Peak.